# Maria V. Snyder
María V. Snyder (Filadelfia, Pensilvania, Estados Unidos, 15 de abril de 1973) es una escritora estadounidense de literatura fantástica y ciencia ficción conocida por su serie Crónicas de Ixia .
Su primera novela, llamada Poison Study (en español Poison), fue publicada en octubre del año 2005 y ganó el Premio Compton Crook a la mejor novela en 2006.

## Carrera profesional[2][4]
María nació en Filadelfia (Pensilvania, EE. UU.) y creció soñando con perseguir tornados y en 1988 obtuvo una carrera en Meteorología por la Universidad Estatal de Pensilvania. Trabajó como meteoróloga ambiental hasta que "el aburrimiento y sus hijos la llevaron a escribir las historias que revoloteaban por su cabeza". En las historias de sus libros se hace patente la influencia de sus conocimientos científicos.
Volvió a la universidad y en 2007 obtuvo un máster en Escritura Creativa de la Universidad de Seton Hill, donde continúa hoy en día como profesora y mentora.
Aparte de escribir, sus intereses incluyen "viajar, la fotografía, hacer joyería, tocar el violonchelo y jugar al voleibol".

## Reconocimientos
- 2005: October Book Sense Pick for Poison Study
- 2005: Locus Magazine's Recommending Reading list for Poison Study
- 2006: Compton Crook Award for Poison Study [6]
- 2006: Reader's Choice Award for Poison Study
- 2006: RITA Award Finalist for Poison Study [6]
- 2006: ALEX Award Finalist for Poison Study
- 2006: Editor's Pick Award from Audible.com for Magic Study
- 2006: October Book Sense Pick for Magic Study
- 2007: RITA Award Finalist for Magic Study [7]
- 2008: New York Times Bestseller for Fire Study
- 2009: Wirral Paperback of the Year Award for Poison Study
- 2009: Golden Leaf Award for Storm Glass
- 2012: Golden Leaf Award for Touch of Power
- 2012: Prism Award for Outside In
- 2013: Golden Leaf Award for Scent of Magic

## Obras

### Crónicas de Ixia

#### Serie Study
El primer libro de la serie está narrado por la protagonista, Yelena , quien comienza la historia en los calabozos de Ixia, donde pasa el tiempo en espera de su ejecución por haber matado al único hijo del General Brazell. Cuando es llevada ante Valek, el jefe de seguridad del Comandante Ambrose, éste le da opción de convertirse en la nueva catadora de comidas del Comandante, pero el entrenamiento podría ser letal y cada bocado el último de su vida.
Actualmente existen tres historias cortas de esta serie que narran hechos sucedidos justo después de cada libro, además de contar con el primer capítulo de Poison Study narrado por Valek.
- Poison Study (2005)
- Magic Study (2006)
- Fire Study (2008)

#### Serie Glass
Narrada por uno de los personajes de Study, Opal Cowan, manufacturera de cristal y maga en entrenamiento. Opal, hábil en el trato con el juego, pone a prueba sus conocimientos ayudando al clan Stormdancers. Debido al peligro de su misión, es llevada a mejorar sus habilidades mágicas para poder sobrevivir.
- Storm Glass (2009)
- Sea Glass (2009)
- Spy Glass (2010)

#### Serie Soulfinders
La historia se sitúa después de la serie Glass. Los narradores son los personajes principales de la serie Study con nuevas aventuras centrándose en el pasado de uno de ellos e intentando entregar un final más completo para todos.
- Shadow Study (2015)
- Night Study (2016)
- Dawn Study (2017)

### Serie Insider
- Inside Out (2010)
- Outside In (2011)
- Inside (Colección recopiladora)

### Serie Healer
La historia se centra en Avry de Kazan, una sanadora que lleva en la huida desde hace varios años ya que los sanadores están sentenciados a muerte por no haber ayudado cuando la plaga atacó.
- Touch of Power (2011)
- Scent of Magic (2012)
- Taste of Darkness (2013)

### Historias cortas
- Godzilla Warfare, a short story in No Man's Land, Dark Quest Books
- Sword Point, a short story in The Eternal Kiss (2009)
- Assassin  Study (2009) (Online) [Study 1.5]
- Power Study (2008) (Online) [Study 3.5]
- Ice Study (2010) (Online) [Study 3.6]
- E-Time (Online (enlace roto disponible en Internet Archive; véase el historial, la primera versión y la última).)
- The Wizard's Daily Horoscope Black Gate Magazine Issue
- Protect the Children Eye Contact Seton Hill University's literary arts magazine
- POISON STUDY Chapter One: Valek (Online)